# 达鲁德
托尼-维莱·亨里克·维尔塔宁（芬蘭語：Toni-Ville Henrik Virtanen，芬蘭語：[ˈtoniˌʋilːe ˈhenrik ˈʋirtɑnen]；1975年7月17日—）以其艺名为达鲁德（英語：Darude，/dəˈruːd/），是芬兰唱片骑师（DJ）及音乐制作人。他早在1995年开始制作音乐，并在1999年底推出了铂金单曲《Sandstorm》。他在2000年9月18日推出他的首张专集《Before the Storm》，并在全世界卖出了八十万张。
他以他创作并由塞巴斯蒂安·雷伊曼演唱的歌曲《Look Away》来代表芬兰参加2019年欧洲歌唱大赛。